# Swingers del ghetto

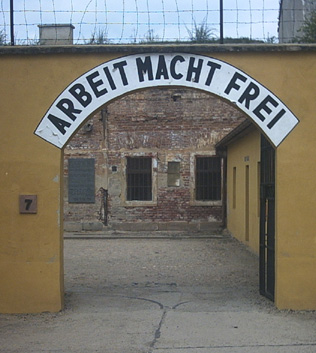
Dintre d'aquest camp, músics jueus formaren una Banda de Jazz

Swingers del ghetto eren una banda de jazz organitzada al camp de concentració nazi Theresienstadt.
La banda amateur txeca original que tocava al Cafè del Gueto estava dirigida per Eric Vogel i Pavel Libensky. Vogel va presentar una petició al Kommandant el 8 de gener de 1943. El personal de The Ghetto Swingers seria: Brammer (piano), Kurt Bauer (percussió), P. Goldschmidt (guitarra), Fasal (baix), Ing. Vogel (trompeta), Langer (saxo tenor i clarinet) i P. Mautner (trombó).
Quan el famós pianista de jazz Martin Roman va arribar al campament, se li va demanar que la dirigís. La banda va aparèixer en una ressenya de cabaret de Theresienstadt, coneguda com el Karussell ("Carrusel"). Els Ghetto Swingers van actuar més de cinquanta vegades, amb més freqüència durant els mesos de juny i juliol de 1944. Els cabarets van ser organitzats per Kurt Gerron, que podia recórrer al millor talent del camp. Tant Roman com Gerron havien arribat a Theresienstadt a través del camp de trànsit de Westerbork, i es van qualificar per entrar a Theresienstadt com a "artistes".
Després de la visita de la Creu Roja al campament, el comandant Karl Rahm va instruir Gerron que fes una pel·lícula de propaganda. Les imatges mostren els Ghetto Swingers tocant al pavelló de fusta construït per a l'orquestra de corda de Karel Ančerl a la plaça principal de la ciutat. Després del tancament del campament, els membres de la banda de jazz van ser enviats a Auschwitz. Martin Roman i el guitarrista Coco Schumann van sobreviure. Kurt Gerron i el clarinetista Bedřich Fritz Weiss no ho van poder fer.
La biografia de Schumann de 1997 inclou una foto dels Ghetto Swingers, amb Roman, Schumann, Weiss (clarinet i saxo), Fritz Goldschmidt (guitarra), Nettl (acordió), Jetti Kantor i Ratner (violí), Josef Taussig (trombó) i altres; Kohn, Chokkes i Erich Vogel (trompeta), Donde (saxo tenor), Pavel Libensky (contrabaix) i Fredy Haber (tenor). Alguns dels músics es van superposar amb el Jazz-Quintet-Weiss.